# X.D. 네트워크
X.D. Network(중국어: 心动网络)는 2011년에 설립된 중화인민공화국의 게임 회사다.
XD Inc. (2400.HK，약칭”XD”), 황이멍과 그의 파트너에 의해 2009년에 창립되었고, 전신은 중국의 초기 인터넷 커뮤니티중 하나인 Very CD이다. 2019년 홍콩 증권 거래소에서 공개 상장을 하였다.

XD는 중국에서 유명한 게임 회사로 온라인 제품 개발, 운영, 퍼블리싱 등 다양한 분야에 폭넓게 발을 걸치고 있으며 중국 백대 온라인 기업 중 하나이기도 하고, 대표작으로는 ”성세삼국(盛世三国)”, ”신선도(神仙道)”, ”선협도(仙侠道)”, ”오늘도 우라라(不休的乌拉拉)”, ”포링의 역습(天天打波利)”, ”소시지 파티(香肠派对)”, ”라그나로크:영원한 사랑(仙境传说：守护永恒的爱)” 등을 대표작으로 꼽는다.

회사의 이념은 “장인 정신을 모아 플레이어의 마음을 움직인다”이다. 이는 XD를 중국 내 유일하게 투명하고 정체성이 뚜렷하며 플랫폼과 제품의 조화를 이루어 함께 발전시키는 게임 회사로 거듭나게 하였다.

### 2010-2014 웹 게임 개발과 운영 시기
2003년, 황이멍은 다이윈제와 함께 “VeryCD” 창업 프로젝트를 시작했다, “VeryCD”는 “인터넷 쉐어”를 목표로 삼는 P2P 공유 사이트였다. 유저들은 “eDonkey”를 다운로드 도구로 삼아 “VeryCD”에서 각자의 컴퓨터에 가지고 있는 영화, 음악, 게임 등 디지털 콘텐츠들을 공유, 감상할 수 있었다.

2010년, 온라인 산업의 발전화 제도의 규범화가 이뤄지면서 유저 간의 P2P 공유는 저작권, 사용 체험, 다운로드 속도 등 여러 방면에서 어려움에 부딪히게 되었다. 7년 간 운영했던 VeryCD도 부득불 변화를 해야 되는 상황에 처해졌다, 곧 황이멍은 “XD”를 창립하기로 결심하고 정식으로 온라인 게임 산업에 몸을 던지기 시작했다. VeryCD의 창업 경력은 창업 팀에게 인터넷 사업과 커뮤니티의 운영 경험을 가져다주었다.

2010년 하반기, XD는 6개월 동안 개발하여 만든 “천지영웅(天地英雄)”을 론칭하게 된다. 론칭 초기에는 뜻대로 잘 되지 않았으나 일련의 조정과 최적화를 거친 결과 끊임없이 나아져 결국 월간 수입 3000만 위안이라는 성적을 거두며 당시 웹 게임계의 최고 반열에 오르게 된다. 그 후 XD는 최초의 웹 버전과 PC 클라이언트의 연동을 지지하는 멀티 플랫폼 게임인”성세삼국(盛世三国)”과 회사의 첫 퍼블리싱 게임”신선도(神仙道)”까지 론칭하기에 이른다. 그 중 ”신선도(神仙道)”는 월 수입 1억 위안을 돌파한 첫 번째 웹 게임이다.

2012년-2014년, XD는 사업의 저조기를 겪게 된다. “개천벽지(开天辟地)”등 일련의 작품들을 론칭했지만 전부 성공을 거두지 못한다, 이는 팀에게 “좋은 게임이란 무엇인가”라는 물음에 더 깊은 이해도를 가질 수 있게 만들어줬다. [iv]

### 2014-2015 모바일 시장으로의 전이:장인에 대한 이해
2014년, XD가 막대한 심혈을 기울여 개발한 야심작“선협도(仙侠道)”가 “웹 시장으로부터 모바일 시장으로의 전이”라는 책임을 안고 텐센트 측의 엄격한 내부 심의를 통과하며 출시되었다, 하지만 결과가 좋지 못해 회사는 큰 타격을 입게 된다. 그 후 XD는 돌이켜 생각해보는 시간을 가지며 타 회사의 루트에서 오는 압력과 좋은 게임을 만든다는 건 상당히 모순되는 일이라는 것을 깨닫게 된다, 타 회사 플랫폼의 거센 입김은 제품의 독립 운영과 창의성에 불리한 요소이기 때문이었다. 그 후부터 XD는 개발, 운영, 퍼블리싱을 일체화시키는 전략을 시도해보게 된다.

2015년, XD는 라그나로크에서 저작권 부여를 받게 된다, XD는 라그나로크 모바일 버전의 발표 현장에서 “게임인으로서 장인의 마음을 품고 자랑스러운 실력으로 멋지게 플레이어들의 팁을 받겠다”라는 이념을 선고한다, 이는 라그나로크 모바일 버전의 개발 이념에도 영향을 끼쳤으며 XD의 제품 개발 이념에도 낙인으로 찍히게 된다.

같은 해, XD의 첫 자가 IP 개발 성공작인 “횡소천군(横扫千军)”이 론칭된다. IOS 버전은 XD에서 자가 운영을 했고, 곧 App Store 인기 순위에까지 오르게 된다; 안드로이드 버전은 타 사의 플랫폼과 합동 운영을 했으나 “횡소천군(横扫千军)”이 게임 수명에 중점을 둔 제품이라는 점과 플랫폼은 단기간 많은 수입을 목표로 한다는 점이 모순되어 플랫폼 평점 B급이라는 성적을 받게 된다, 이는 플랫폼의 전력 지지를 받지 못했다는 것을 의미한다. 플랫폼에서 노출 방법을 컨트롤하며, 게임 본연의 퀄리티를 홀시하는 그 당시의 상황은 XD를 독립경영의 길에서 한 발짝 더 나아가도록 만들었다.

### 2016년 이후의 TapTap 시기
2016년 4월, TapTap 안드로이드 버전이 론칭된다. “개발자 독립적 운영 보장, 개발자의 백 퍼센트 수입 보장”이라는 상업 원칙을 무기로 삼은 TapTap은 높은 퀄리티의 내용과 피드백으로 갈수록 많은 유저들을 끌어들이며 XD의 게임 개발과 퍼블리싱의 새로운 돌파구로 자리매김하게 된다.

2016년, ”포링의 역습(天天打波利)”의 안드로이드 버전이 TapTap에서 독점으로 발표된다. ”포링의 역습(天天打波利)은 App Store 에디터 추천을 받은 XD의 첫 IAP게임이며, 사용자들에게 XD에 대한 좋은 이미지를 심어주는데 큰 작용을 하게 된다.

2017년, XD가 퍼블리싱을 맡은 “ICEY”가 TapTap, IOS와 Steam 등 플랫폼에 론칭된다. “ICEY”는 모든 플랫폼에서 판매량 100만을 넘겼고 그 후 XD는 추가로 “쥬시 렐름”,”뮤즈 대쉬”등 좋은 게임들을 배급하게 된다.

2018년, XD는 ”소시지 파티(香肠派对)”를 내놓게 된다, 론칭 초기 좋은 성적을 거두지는 못했으나, TapTap이라는 플랫폼이 있어 게임은 수명을 연장할 수 있게 된다, 게임은 출시를 하고 3년이 지난 뒤에야 비로소 상업적 가치가 오르기 시작하며 반대로 TapTap에 대량의 새로운 사용자들을 끌어들이게 된다.

2019년 12월 12일, XD Inc.(2400.hk)가 홍콩에서 성공적으로 상장을 이뤘다.

2020년, XD 상장 뒤 첫 “주주들에게 보내는 편지”에는 “XD는 장기적인 가치만을 바라본다”라는 글귀가 명확하게 적혀 있다.

2021년 1월 1일, XD의 CEO 황이멍은 중국 지식 교류 커뮤니티인 “즈후”에서 텐센트 게임과 화웨이 게임 센터 사태에 대한 본인의 관점을 발표했다, XD는 게임 커뮤니티 TapTap의 운영진인 동시에 게임 개발회사이기도 하기 때문에 스토어와 플랫폼, 그리고 콘텐츠 개발사 사이의 갈등에 대해서 깊게 요해하고 있다는 입장이었다. 황이멍은 플레이어군이 성장과 성숙해짐에 따라 좋은 퀄리티의 게임에 대한 표준도 점점 높아지고 있기 때문에 플랫폼보다는 게임 개발사 측이 자주적인 창신의 공간과 게임에 대한 영향력에 있어 더 높은 비중을 차지해야 한다는 생각을 내세우며 미래에는 플랫폼의 힘이 점차 약해지고 게임 사업은 점차 퀄리티 경쟁 사업으로 변할 것이라는 의견을 밝혔다.

황이멍은 “단기간의 이윤은 우리의 목표가 아니다, 미래의 수년 중 우리의 가장 주요한 목표는 모든 이윤을 콘텐츠 개발로 돌릴 수 있는 능력을 키우는 것이며 더 많은 인재를 끌어들여 시장 규모를 넓혀야 한다. 만일 그래도 이윤이 많이 남는다면 그것은 우리가 잘 못하고 있다는 증거이다”라고 말하며 콘텐츠가 가장 중요하게 작용하는 형세에서 XD는 기회를 놓치지 말고 대담하게 투자하여 모든 이윤은 제품 콘텐츠의 개발로 돌려야 한다고 덧붙였다. [v]
[i] 心动公司(2400.HK)获纳入MSCI中国小型指数（链接：https://www.gelonghui.com/live/449545）
[ii] 心动公司董事长黄一孟，80后游戏资深玩家，要革手游传统渠道的命（链接：https://xw.qq.com/amphtml/20201027A02R5300）
[iii] 心动公司董事长黄一孟，80后游戏资深玩家，要革手游传统渠道的命（链接：https://xw.qq.com/amphtml/20201027A02R5300）
[iv] 心动网络的前世今生（https://36kr.com/p/1724851355649）
[v] 专访心动CEO黄一孟：未来会有更多游戏厂商挑战渠道商（https://www.thepaper.cn/newsDetail_forward_10678199）